# Annelies De Meester
Annelies De Meester (30 januari 1976) is een Belgische voormalige atlete, die gespecialiseerd was in de meerkamp en het verspringen. Zij veroverde zes Belgische titels.

## Loopbaan
De Meester nam in 1993 op de zevenkamp deel aan de Europese kampioenschappen U20. Het jaar nadien werd ze achtste op de wereldkampioenschappen U20 en werd ze voor het eerst Belgisch kampioene in deze discipline. Voor deze prestaties kreeg ze de Gouden Spike als beste belofte.
Ook in 1996 veroverde De Meester de titel op de zevenkamp. In 1997 werd ze in deze discipline zesde op de Europese kampioenschappen U23. Dat jaar werd ze indoor Belgisch kampioene op de vijfkamp en outdoor in het verspringen. Het jaar nadien kwamen daar nog een indoortitel in het verspringen en een outdoortitel op de zevenkamp bij. In 2000 nam ze op het verspringen deel aan de Europese indoorkampioenschappen. Ze overleefde de kwalificaties niet.
De Meester was aangesloten bij AA Gent.

## Belgische kampioenschappen
Outdoor
| Onderdeel   | Jaar             |
| ----------- | ---------------- |
| verspringen | 1997             |
| zevenkamp   | 1994, 1996, 1998 |

Indoor
| Onderdeel   | Jaar                   |
| ----------- | ---------------------- |
| verspringen | 1998                   |
| vijfkamp    | 1995, 1996, 1997, 1998 |

## Persoonlijke records
Outdoor
| Onderdeel    | Prestatie | Wind (m/s) | Datum            | Plaats   |
| ------------ | --------- | ---------- | ---------------- | -------- |
| 200 m        | 23,56 s   |            | 12 juli 1997     | Turku    |
| 800 m        | 2.21,56   |            | 23 juli 1994     | Lissabon |
| 100 m horden | 13,61 s   |            | 6 juli 1997      | Brussel  |
| hoogspringen | 1,72 m    |            | 12 juli 1997     | Turku    |
| verspringen  | 6,35 m    | +1,6       | 6 juli 1997      | Brussel  |
| kogelstoten  | 13,25 m   |            | 26 augustus 1997 | Catania  |
| speerwerpen  | 47,12 m   |            | 30 juli 2000     | Brussel  |
| zevenkamp    | 5777 p    |            | 12/13 juli 1997  | Turku    |

Indoor
| Onderdeel | Prestatie | Datum            | Plaats |
| --------- | --------- | ---------------- | ------ |
| vijfkamp  | 4190 p    | 17 februari 1999 | Gent   |

## Palmares

### 60 m horden
- 1997:  BK indoor AC – 8,59 s
- 1998:  BK indoor AC – 8,69 s
- 2000:  BK indoor AC – 8,73 s

### 100 m horden
- 1997:  BK AC - 13,61 s

### verspringen
- 1994:  BK indoor AC – 6,00 m
- 1994:  BK AC – 6,01 m
- 1995:  BK indoor AC – 5,63 m
- 1995:  BK AC – 5,77 m
- 1996:  BK indoor AC – 5,70 m
- 1996:  BK AC – 6,19 m
- 1997:  BK AC – 6,35 m
- 1998:  BK indoor AC – 5,80 m
- 1998:  BK AC – 6,17 m
- 1999:  BK indoor AC – 5,84 m
- 2000:  BK indoor AC – 5,83 m
- 2000: 18e in kwal. EK indoor in Gent – 5,75 m
- 2000:  BK AC – 6,06 m

### speerwerpen
- 2000:  BK AC – 47,12 m

### vijfkamp
- 1995:  BK indoor – 3789 p[1]
- 1996:  BK indoor – 3792 p[2]
- 1997:  BK indoor – 4078 p
- 1998:  BK indoor – 3792 p[3]
- 1999:  BK indoor - 4190 p[4]
- 2002:  BK indoor – 3809 p

### zevenkamp
- 1993: DNF EK U20 te San Sebastián
- 1994:  BK AC – 5373 p
- 1994: 8e WK U20 in Lissabon –  5521 p
- 1996:  BK AC – 5499 p
- 1997: 6e EK U23 in Turku – 5777 p
- 1997: 9e Universiade op Sicilië – 5732 p
- 1998:  BK AC – 5525 p

## Onderscheidingen
- 1994: Gouden Spike voor beste vrouwelijke belofte